# بالینوویچ
بالینوویچ (به صربی: Balinović) یک روستا در صربستان است که در والیفو واقع شده‌است. بالینوویچ ۱۶۰ نفر جمعیت دارد.